# Anthicinae
Anthicinae es una subfamilia de la familia Anthicidae de coleópteros polífagos.

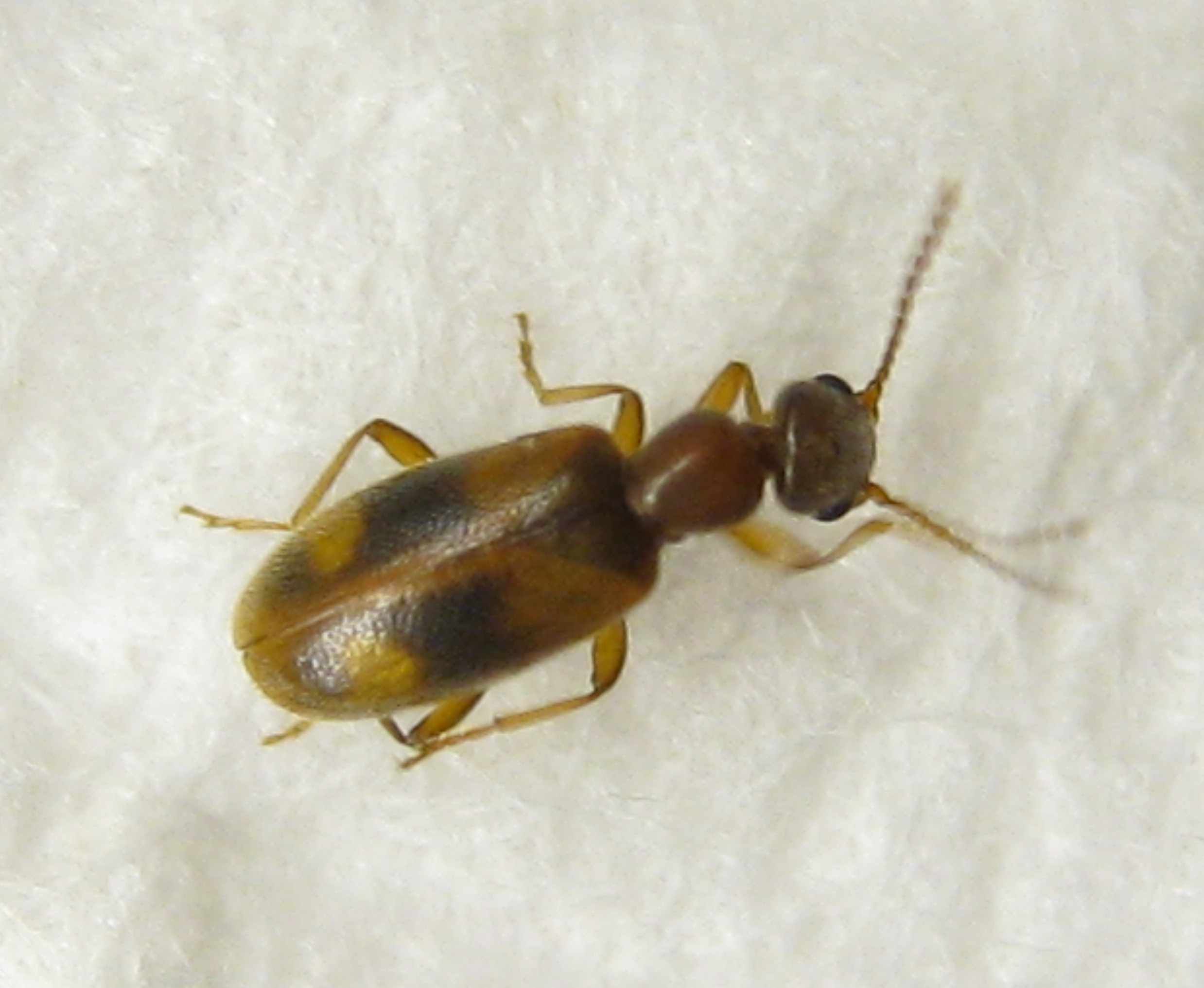
Anthicus cervinus

## Géneros
- Tribus: Anthicini - 
  - Géneros: Acanthinus - Alleoceras - Amblyderus - Anthicodes - Anthicomorphus - Anthicus - Baulius - Cordicollis - Criboanthicus - Cyclodinus - Euproclus - Euvacusus - Falsoformicomus - Floydwernerius - Formicilla - Hirticollis - Ischyropalpus - Leptaleus - Leptanthicus - Malporus - Micranthicus - Nitorus - Omonadus - Papuanthicus - Phalantias - Pseudocyclodinus - Pseudoleptaleus - Sapintus - Stricticollis - Tanarthrus - Tenuicollis - Tomosomus - Vacusus - Walesius - Yunnanomonticola
- Tribus: Endomiini 
  - Géneros: Endomia
- Tribus: Formicomini 
  - Géneros: Andrahomanus - Anthelephila - Chileanthicus - Stenidius
- Tribus:  Microhorini 
  - Géneros: Aulacoderus - Clavicollis - Liparoderus - Microhoria
- Tribus:  Notoxini
  - Géneros: Hypaspistes - Leptoprion - Mecynotarsus - Notoxus - Plesionotoxus - Pseudonotoxus - Squamanotoxus